# São Paulo Challenger 1991
Il São Paulo Challenger 1991 è stato un torneo di tennis facente parte della categoria ATP Challenger Series nell'ambito dell'ATP Challenger Series 1991. Il torneo si è giocato a San Paolo in Brasile dall'11 al 17 febbraio 1991 su campi in terra rossa.

## Vincitori

### Singolare
Gabriel Markus ha battuto in finale  João Cunha e Silva con il punteggio di 4–6, 6–4, 6–4

### Doppio
Henrik Holm /  Nils Holm hanno battuto in finale  John Letts /  Tom Mercer con il punteggio di 5–7, 6–4, 6–4